# Bovensmilde
Bovensmilde  is een dorp in de gemeente Midden-Drenthe, in de Nederlandse provincie Drenthe. Het dorp is gelegen langs de Drentsche Hoofdvaart en de N371, ongeveer halverwege tussen Smilde en Assen. 
Het dorp maakte voor de gemeentelijke herindeling van 1998 deel uit van de gemeente Smilde. Het grootste deel van het dorp is gelegen op de plek van het voormalige landgoed Rijbrugh, opgericht door mr. Petrus van der Veen.

## Bekende inwoners
In 1835 werd Bovensmilde de woonplaats van dominee Hendrik de Cock, bekend van de Afscheiding van 1834.  

## Gijzeling
Op 23 mei 1977 werd Bovensmilde plotseling wereldnieuws doordat kinderen en leerkrachten van een lagere school dagenlang werden gegijzeld door vier Zuid-Molukse jongeren. Bovensmilde was ook de plaats waar de meeste Molukse gijzelnemers van de gelijktijdige treinkaping bij De Punt vandaan kwamen.

## Sport
De plaatselijke voetbalclub is BSVV. Het eerste elftal van BSVV speelt in het seizoen 2016/2017 in de vierde klasse zaterdag.
WIK-Bovensmilde is de omni-vereniging in Bovensmilde waar volwassenen en kinderen kunnen volleyballen, aan gymnastiek doen en badmintonnen.